# Yoshihiro Nozaki
Yoshihiro Nozaki（よしひろ のざき、1980年〈昭和55年〉10月22日 - ）は、日本のヘヴィメタル・ミュージシャン。ピアニスト・ドラマー・マルチプレイヤーおよび作曲家。『My Material Season』のドラマー・ピアニストで、コンポーザー。埼玉県草加市出身。血液型AB型。

## 経歴
大学在籍時にジャズ、クラシックピアノのセッションミュージシャンとして活動。
2005年にメロディックデスメタルバンド 『My Material Season』を結成。

## 人物
3歳の頃に、自身の先天性の病気を患った事による家族の意向でピアノを習い始め、絶対音感と譜読みの技術を身につけた。
小学生の時にX JAPANに衝撃を受け、中学入学と同時にギターを習い始める。
当時からX JAPANのYOSHIKIに憧れドラムを始めたかったが、体調が原因でドラムは出来なかった。しかし高校在籍時に、ピアノ教師にリズム感の未熟さを指摘され、身体を鍛える事でドラムを始めた。大学在籍時に、ジャズやクラシックピアノのセッションミュージシャンとして活動を始めた際に知り合ったメンバーを中心に、2005年に『My Material Season』を結成しデビュー。
DTM技術を習得する事で自身のバンドのレコーディングエンジニアも務める。
2009年8月、自身の楽曲管理やMy Material Seasonのレコーディングやマネージメント管理の為、『Sound in Season Records』を設立。2012年までにリリースした作品の楽曲、原盤管理を行っている。
現在もMy Material Seasonで活動。その他、女性シンガーへの楽曲提供を行っている。
前述のYOSHIKI以外にも、影響を受けたアーティストに森口博子、作曲家の下村陽子、コナミ矩形波倶楽部、SERPENT、MYPROOFを挙げており、奏法においては、特にYOSHIKIの影響を受けた高速ツーバスを駆使したドラムスタイルと流麗なピアノ奏法を用いる。また作曲においては歌謡曲、ゲームミュージックの影響を取り入れている。

## ディスコグラフィー
- 2008年 『EYES OF ENEMY』
- 2009年 『Commit suicide in the paradise lost』
- 2010年  『Mind of you Fragile in Vitriform』
- 2012年  『Bridal Aisles of Tragedy』
- 2014年  『Awaking to The Piano Dramatic』
- 2016年  『Desire in The Black Material』
- 2020年 『Bloody Pains Stigmata』

## 書籍
- ヤングギター2014年4月号　86-87頁　『Yoshihiro Nozaki 極限へと疾走する慟哭のメロディー』
- 激ロックマガジン 2020年3月号『Nozaki 痛みや怒りをメロディに変えて、みんなと共有したい』
- BURRN!2020年5月号　68-69頁　『MY MATERIAL SEASON 悲哀の嵐が吹き荒れる!』

## メディア
- SAGADEATH FMからつ[6]
- 激ロックニュース[7]
- 激ロック・ミュージック・ビデオ[8]